# Caraïbische heremietkreeft
De Caraïbische heremietkreeft (Coenobita clypeatus) is een op land levende heremietkreeft die voorkomt in de Caraïben.

## Kenmerken
Ze hebben vier grote poten waarmee ze zich voortbewegen en in bomen klimmen, vier kleinere poten waarmee ze de schelp vasthouden, een kleine schaar en een grote paarse schaar en vier antennes.